# Пенделикон
Пенделико́н (греч. Πεντέλη ή Πεντελικό, др.-греч. Πεντελικὸν ὄρος), в античной географии Брилесс (др.-греч. Βριλησσός, лат. Brilessus) или Брилетт (Βριληττός) — гора в Греции высотой 1107 метров над уровнем моря. Вторая по высоте гора в Аттике после Парниса (1410 м). Расположена в 23 километрах к северо-востоку от центра Афин, площади Омониас, в северо-восточной части Афинской равнины, которую ограничивает вместе с Эгалео, Парнисом и Имитосом. Около 60—70 % её поверхности покрыто лесами.
Гора получила название от соседнего дема Пендели (Πεντελή).
Начиная с античных времён гора была известна во всей Элладе своим мрамором. Он использовался древними архитекторами для строительства Афинского Акрополя и стадиона Панатинаикос. Пентелийский мрамор отличается своим безупречно равномерным белым цветом с едва заметным желтоватым оттенком. Под солнечными лучами можно заметить его золотистый отблеск.
Гора известна монастырём Успения Пресвятой Богородицы в Пендели, расположенным на южном склоне северо-восточнее центра города Пендели. На северном склоне горы расположено немецкое военное кладбище Рапендозы.
- Дворец герцогини Пьяченцы[греч.], здание Византийского музея в Афинах из пентелийского мрамора. Архитектор Стаматис Клеантис
- Вход в монастырь Успения Пресвятой Богородицы в Пендели
- Мраморный карьер горы Пенделикон